# Dicranoptycha griveaudi
Dicranoptycha griveaudi is een tweevleugelige uit de familie steltmuggen (Limoniidae). De soort komt voor in het Afrotropisch gebied.